# 竇威
竇 威（とう い、生年不詳 - 618年）は、中国の唐の外戚。太穆竇皇后の従叔父にあたる。字は文蔚。本貫は扶風郡平陵県。

## 経歴
隋の太傅竇熾の子として生まれた。竇氏の一族はみな武勇を誇ったが、竇威ひとり文章をたっとび、書物を好んだ。内史令の李徳林の推薦を受けて、秘書郎に任ぜられた。諸兄たちは軍功により顕位についたが、竇威は閑職にあることが長かった。蜀王楊秀に召されて記室となったが、楊秀には不法のことが多く、竇威は病と称して去った。楊秀が廃位されると、属官はみな罪をえたが、竇威ひとり免れた。608年、内史舎人に累進し、しばしば諫言をおこなった。考功郎中に転じ、のちに事件に連座して罷免された。 
617年、李淵が起兵して長安に入ると、召されて大丞相府司録参軍に任ぜられた。ときに天下は乱れ、礼典は失われたが、竇威は朝廷の故事を良く知っており、唐の礼制を定めるのに貢献した。李淵は「竇威は今の叔孫通である」と裴寂に語った。618年、内史令に任ぜられた。政治の得失を論じるのに、必ずいにしえを規範として述べたので、李淵に信任された。李淵は「むかし北周に八柱国があり、わたしと君の家がそうである。今わたしは天子となり、きみは内史令となったが、もともと差別があったのだろうか」と訊ねた。竇威は恐縮して「臣の家は漢のとき二度外戚となりました。元魏のとき、三皇后を出しました。いま陛下が建国され、臣が姻戚となりましたが、いつも任務を果たせないことをおそれております」と頭を垂れた。李淵は「きみは三たび后族となったことをわたしに誇るのか。関東の人は崔氏や盧氏と婚姻を結んで自らを誇るが、きみは代々皇帝の親戚となったわけで、また貴いことではないか」と笑った。
のちに竇威が病に倒れると、李淵はみずから見舞って病状を問うた。竇威が亡くなると、李淵は慟哭して、同州刺史の位を贈り、延安郡公に追封した。諡を靖といった。竇威は倹約質素をむねとして財産がなく、遺言により簡素なかたちで葬られた。
子の竇惲が後を継ぎ、竇惲は岐州刺史となった。

## 伝記資料
- 『旧唐書』巻六十一 列伝第十一「竇威伝」
- 『新唐書』巻九十五 列伝第二十「竇威伝」